# Christa Budde
Christa Budde (* 1962; † 2024) war eine deutschsprachige Autorin.

## Leben
Christa Budde wuchs bis zu ihrem achten Lebensjahr im außereuropäischen und europäischen Ausland auf. Nach einem einjährigen Frankreichaufenthalt studierte sie in München Biologie. Seit 2006 arbeitete sie als freiberufliche Umweltbildnerin.
Ihre Promotion an der Universität Bonn mit Forschungsarbeiten in Kenia, USA und Frankreich regte sie zu ihrem ersten Buch „Kraniche über Saiwa“ an, in dem sie ihre Erlebnisse während ihrer Zeit in Kenia beschreibt.
Seit 2008 schrieb sie Glossen für die Familienzeitschrift Landknirpse. Diese führten 2017 zu ihrer zweiten Buchveröffentlichung „Ach Mami“ im cbm Verlag. Außerdem verfasste sie zahlreiche wissenschaftliche sowie populärwissenschaftliche Texte.
Christa Budde lebte in der Nähe von Stralsund und verstarb im Frühjahr 2024 im Alter von 62 Jahren.

## Werke
- Der kleine, faule Storch. In: Zeitschrift für Lehrer zum Vogel des Jahres. Hrsg.: NABU, 1993
- Grasmücken und Drosselvögel. In: Faszination Natur – Tiere Hrsg. Brockhaus-Redaktion, Leipzig, Mannheim, Bd. 6. Vögel II, 2006, ISBN 3-7653-9276-6
- Kraniche über Saiwa. Erzählungen aus meinem afrikanischen Buschhaus, Wiesenburg Verlag, 2006, ISBN 3-939518-04-2.
- Ach Mami, cbm Verlag, 2017, ISBN 978-3-00-055706-4
- „Mama Cool“ und „Lang lebe die Königin“, Hrsg.: Der Rostocker Frauenkulturverein Die Beginen e.V. in Kooperation mit dem Frauenbildungsnetz Mecklenburg-Vorpommern e.V., 2019.
- Mutmach-Kalender für die Nachhaltigkeit, in: Kunst + Natur, Edition Hohes Ufer Ahrenshoop, Künstlerhaus Lukas, 2020.
- U unterwegs, in: ABC Wunder, BoD, 2020.